# Elisabeth Büchsel

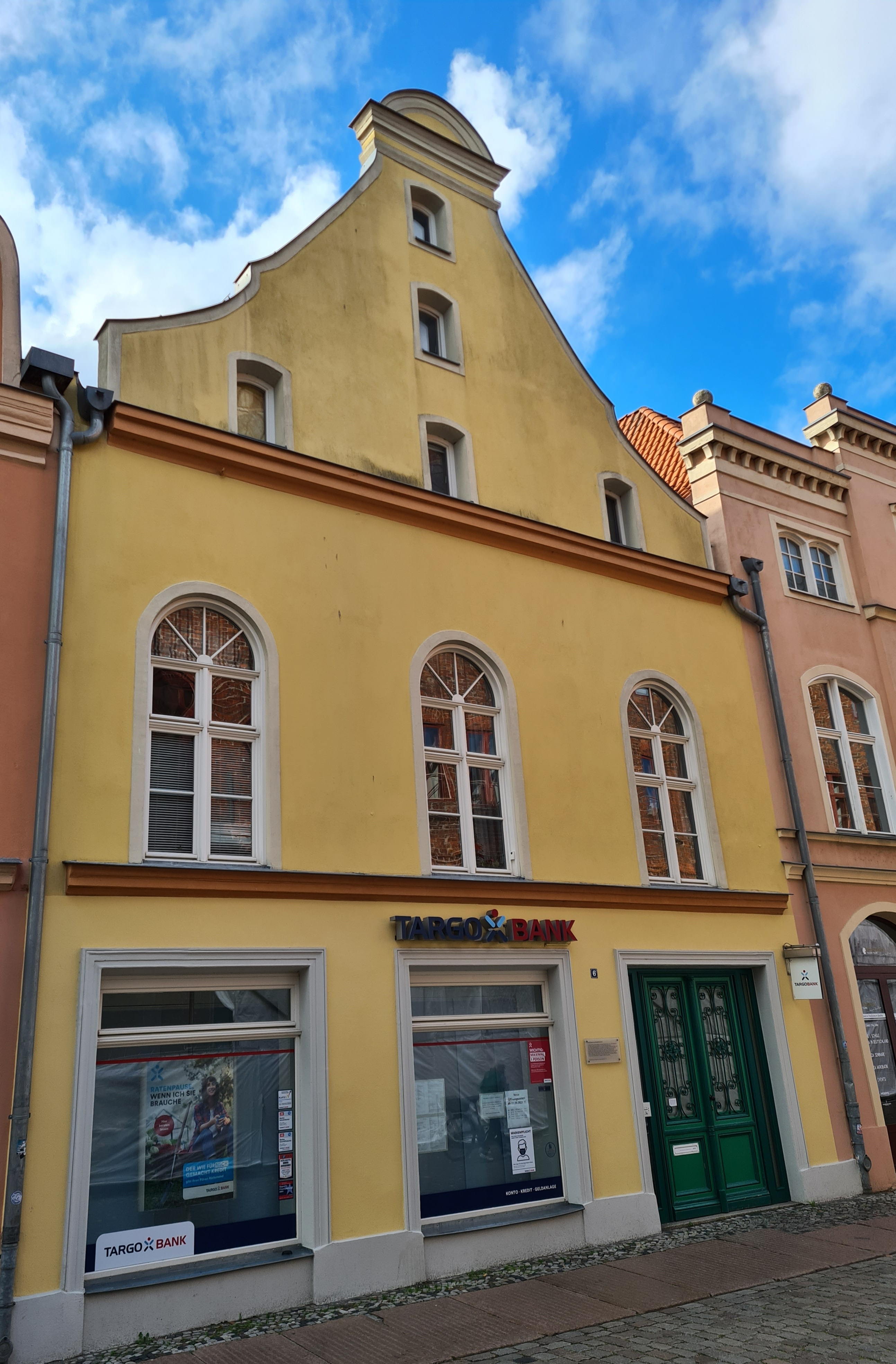
Local de nascimento da pintora Elisabeth Büchsel, no centro histórico de Stralsund (Ossenreyerstr. 6)

Elisabeth Büchsel (1867–1957) foi uma pintora alemã conhecida pelos seus retratos e paisagens impressionistas.

## Biografia
Büchsel nasceu a 29 de janeiro de 1867 em Stralsund, na Alemanha. Estudou em Berlim, Paris e Munique. Os seus professores incluíam Lucien Simon e Christian Landenberger. Elisabeth passou os Verões na ilha de Hiddensee e foi membro da Associação de Artistas Hiddensee, onde os seus colegas membros incluíam Elisabeth Andrae, Käthe Loewenthal e Julie Wolfthorn.
Faleceu a 3 de julho de 1957 em Stralsund.